# Esqualeno
O esqualeno (C30H50) é um composto orgânico,  hidrocarboneto triterpênico linear.
Altamente Insaturado, produzido por todos os organismos superiores, sendo reconhecido pelas suas propriedades benéficas nutricionais para uso na saúde humana e animal.
Foi descoberto em 1906, nas profundezas do Pacífico Sul, com destaque à região do Japão, em extratos de óleo de fígado de peixes de água profunda , incluindo alguns tipos de peixes de pesca das profundezas, estes com até 70% de seu peso correspondendo ao fígado. Ajuda a manter estes peixes por horas nas profundezas biodisponibilizando o oxigênio por mais tempo para o corpo destes. Mais tarde, o interesse na área da saúde e dermo-cosmetológico surgiu quando o esqualeno foi encontrado em secreções sebáceas humanas, como precursor do colesterol bom (HDL) e quando foi descrito o seu efeito anti-carcinogénico através dos benefícios nos fatores de transcrição nuclear e expressão gênica.
Encontra-se largamente distribuído na natureza e portanto em diversos alimentos. Existe no corpo humano e animal, sendo um dos metabólitos da biossíntese do colesterol bom (HDL). É facilmente absorvido pela pele e intestino quando ingerido via oral.

## Classificação
Pertence a uma família de antioxidantes denominados isoprenóides, bem como à classe dos Triterpenóides. Um isopreno é a quota máxima de eficácia de qualquer antioxidante; a arma principal dos isoprenóides na neutralização dos radicais livres que deterioram as células. Quantos mais isoprenos, maior a estabilidade da molécula isoprenóide e melhor a eficácia da mesma na neutralização dos radicais livres. 

## Aplicações do esqualeno
Entre as várias aplicações do esqualeno na saúde humana e animal por seus diversos benefícios nutricionais está a sua capacidade de capturar moléculas de hidrogénio da água e libertar moléculas de oxigénio, fornecendo uma quantidade adicional de oxigénio para o metabolismo celular de forma imediata após absorvido. Ora, sendo uma das principais causas das doenças crónicas a diminuição de oxigénio celular, alterando as características do sangue e, consequentemente, a distribuição de oxigénio a todo o organismo, o esqualeno constitui uma possível fonte nutricional terapêutica, proporcionando um metabolismo mais eficiente e contribuindo para a manutenção das células vivas e saudáveis.
A capacidade do esqualeno em formar oxigénio traduz-se na seguinte reação:
C30H50 + 6 H2O = C30H62 + 3 O2
- Captura de átomos de H da água
- Libertação de 3 moléculas de oxigénio
- Quantidade adicional de O2 para metabolismo celular

Desta forma o esqualeno fornece O2 (oxigénio), individualmente a cada célula.
Estudos experimentais demonstraram que o esqualeno leva a um aumento de desempenho do sistema imunológico. Isto pode ser compreendido pelo papel essencial do esqualeno na proteção da biomembrana das células imunes contra o stress oxidativo. Com a neutralização dos radicais livres excessivos, o esqualeno permite às células imunes atuarem de maneira eficaz.

## Propriedades
Entre todas moléculas nutricionais, além dos efeitos diretos, o esqualeno tem propriedades de interferência extremamente ampla e positiva na expressão genômica através de estímulo de um número de fatores de transcrição nuclear positivos inigualável e inibição de fatores negativos também bastante ampla.
Entre os fatores negativos, ele inibi NFKB e modula iNOS, HIF-1 e AP-1, e estimula produção dos fatores benéficos NRF2, P53, FOXO, PPARS e STATS. Nenhum outro suplemento tem tamanha amplitude de ação benéfica em fatores de transcrição e interferência positiva na transcrição gênica.
Entre as várias propriedades do esqualeno, destacam-se a sua capacidade antioxidante, desintoxificante, hipocolesterolémica e anti-carcinogénica/quimiopreventiva.
Sendo assim, estudos científicos comprovam que a molécula traz vários benefícios dentre eles: 
- incremento Oxigenação Celular, 
- redução triglicérides
- aumento HDL
- Antioxidante
- Cardioprotetor
- Antitumoral
- Neuroprotetor
- Doenças Auto Imunes
- Melhora barreira intestinal
- Melhora Microbiota

### Propriedades físicas e químicas
- Fórmula: C30H50
- Nome Comum: Esqualeno
- Nome Cientifíco: 2, 6, 10, 15, 19, 23 – hexametil- 2, 6, 10, 14, 18, 20 – tetrahexaneno
- Peso molecular: 410.72 g/mol
- Densidade: 0.858 g/cm3
- Ponto de ebulição: 285 °C a 25 mm Hg
- Ponto de fusão: -100 °C
- Solubilidade em água: <0.1 g/100 mL a 19°C
- Identificador Químico Internacional IUPAC:

InChI=1/C29H48/c1-25(2)17-11-9-8-10-12-19-27(5)20-13-14-21-28(6)23-16-24-29(7)22-15-18-26(3)4/h8,10,17-18,20-21,24H,9,11-16,19,22-23H2,1-7H3/b10-8-,27-20+,28-21+,29-24+ 
- Número de registo CAS: 7683-64-9
- Outros nomes: 2,6,10,14,18,22-Tetracosahexaene, 2,6,10,15,19,23-hexamethyl-; Skvalen; Spinacene; Supraene; (6E,10E,14E,18E)-2,6,10,15,19,23-Hexamethyl-2,6,10,14,18,22-tetracosahexaene; Squalene

1. ↑  Deprez, P. P.; Volkman, J. K.; Davenport, S. R. (1990). «Squalene content and neutral lipis composition of Livers from Deep-sea sharks caught in Tasmanian waters». Marine and Freshwater Research (em inglês) (3): 375–387. ISSN 1448-6059. doi:10.1071/mf9900375. Consultado em 18 de agosto de 2024
2. ↑  Cárdeno, Ana; Aparicio-Soto, Marina; Montserrat-de la Paz, Sergio; Bermudez, Beatriz; Muriana, Francisco J. G.; Alarcón-de-la-Lastra, Catalina (1 de abril de 2015). «Squalene targets pro- and anti-inflammatory mediators and pathways to modulate over-activation of neutrophils, monocytes and macrophages». Journal of Functional Foods: 779–790. ISSN 1756-4646. doi:10.1016/j.jff.2015.03.009. Consultado em 18 de agosto de 2024
3. ↑  Cárdeno, Ana; Aparicio-Soto, Marina; Montserrat-de la Paz, Sergio; Bermudez, Beatriz; Muriana, Francisco J. G.; Alarcón-de-la-Lastra, Catalina (1 de abril de 2015). «Squalene targets pro- and anti-inflammatory mediators and pathways to modulate over-activation of neutrophils, monocytes and macrophages». Journal of Functional Foods: 779–790. ISSN 1756-4646. doi:10.1016/j.jff.2015.03.009. Consultado em 18 de agosto de 2024
4. ↑  Lou‐Bonafonte, José M.; Martínez‐Beamonte, Roberto; Sanclemente, Teresa; Surra, Joaquín C.; Herrera‐Marcos, Luis V.; Sanchez‐Marco, Javier; Arnal, Carmen; Osada, Jesús (agosto de 2018). «Current Insights into the Biological Action of Squalene». Molecular Nutrition & Food Research (em inglês) (15). ISSN 1613-4125. doi:10.1002/mnfr.201800136. Consultado em 18 de agosto de 2024
5. ↑  Hiyoshi, Hironobu; Yanagimachi, Mamoru; Ito, Masashi; Saeki, Takao; Yoshida, Ichiro; Okada, Toshimi; Ikuta, Hironori; Shinmyo, Daisuke; Tanaka, Keigo (23 de novembro de 2001). «Squalene synthase inhibitors reduce plasma triglyceride through a low-density lipoprotein receptor-independent mechanism». European Journal of Pharmacology (3): 345–352. ISSN 0014-2999. doi:10.1016/S0014-2999(01)01450-9. Consultado em 18 de agosto de 2024
6. ↑  Andronie-Cioară, Felicia Liana; Jurcău, Anamaria; Jurcău, Maria Carolina; Nistor-Cseppentö, Delia Carmen; Simion, Aurel (dezembro de 2022). «Cholesterol Management in Neurology: Time for Revised Strategies?». Journal of Personalized Medicine (em inglês) (12). 1981 páginas. ISSN 2075-4426. doi:10.3390/jpm12121981. Consultado em 18 de agosto de 2024
7. ↑  «Squalene Antioxidant Of The Future» (PDF). 2007
8. ↑  Ibrahim, Nurul ‘Izzah; Fairus, Syed; Zulfarina, Mohamed S.; Naina Mohamed, Isa (fevereiro de 2020). «The Efficacy of Squalene in Cardiovascular Disease Risk-A Systematic Review». Nutrients (em inglês) (2). 414 páginas. ISSN 2072-6643. doi:10.3390/nu12020414. Consultado em 18 de agosto de 2024
9. ↑  Nakagawa, Masayuki; Yamaguchi, Teruhito; Fukawa, Hideaki; Ogata, Jiro; Komiyama, Sohtaro; Akiyama, Shin-ichi; Kuwano, Michihiko (1985). «Potentiation by Squalene of the Cytotoxicity of Anticancer Agents Against Cultured Mammalian Cells and Murine Tumor». Japanese Journal of Cancer Research GANN (4): 315–320. doi:10.20772/cancersci1985.76.4_315. Consultado em 18 de agosto de 2024
10. ↑  Kim, Se-Kwon; Karadeniz, Fatih (1 de janeiro de 2012).  Kim, Se-Kwon, ed. «Chapter 14 - Biological Importance and Applications of Squalene and Squalane». Academic Press. Marine Medicinal Foods: 223–233. Consultado em 18 de agosto de 2024
11. ↑  Kabuto, Hideaki; Yamanushi, Tomoko T.; Janjua, Najma; Takayama, Fusako; Mankura, Mitsumasa (2013). «Effects of squalene/squalane on dopamine levels, antioxidant enzyme activity, and fatty acid composition in the striatum of Parkinson's disease mouse model». Journal of Oleo Science (1): 21–28. doi:10.5650/jos.62.21. Consultado em 18 de agosto de 2024
12. ↑  Yau, Anthony C. Y.; Lönnblom, Erik; Zhong, Jianghong; Holmdahl, Rikard (8 de novembro de 2017). «Influence of hydrocarbon oil structure on adjuvanticity and autoimmunity». Scientific Reports (em inglês) (1). 14998 páginas. ISSN 2045-2322. doi:10.1038/s41598-017-15096-z. Consultado em 18 de agosto de 2024
13. ↑  Gao, Yang; Ma, Xue; Zhou, Yingqing; Li, Yongqiang; Xiang, Dong (3 de novembro de 2022). «Dietary supplementation of squalene increases the growth performance of early-weaned piglets by improving gut microbiota, intestinal barrier, and blood antioxidant capacity». Frontiers in Veterinary Science (em inglês). ISSN 2297-1769. doi:10.3389/fvets.2022.995548. Consultado em 18 de agosto de 2024
14. ↑  Cuevas‐Tena, Maria; Alegría, Amparo; Lagarda, Maria J. (dezembro de 2018). «Relationship Between Dietary Sterols and Gut Microbiota: A Review». European Journal of Lipid Science and Technology (em inglês) (12). ISSN 1438-7697. doi:10.1002/ejlt.201800054. Consultado em 18 de agosto de 2024